# Portelicopter

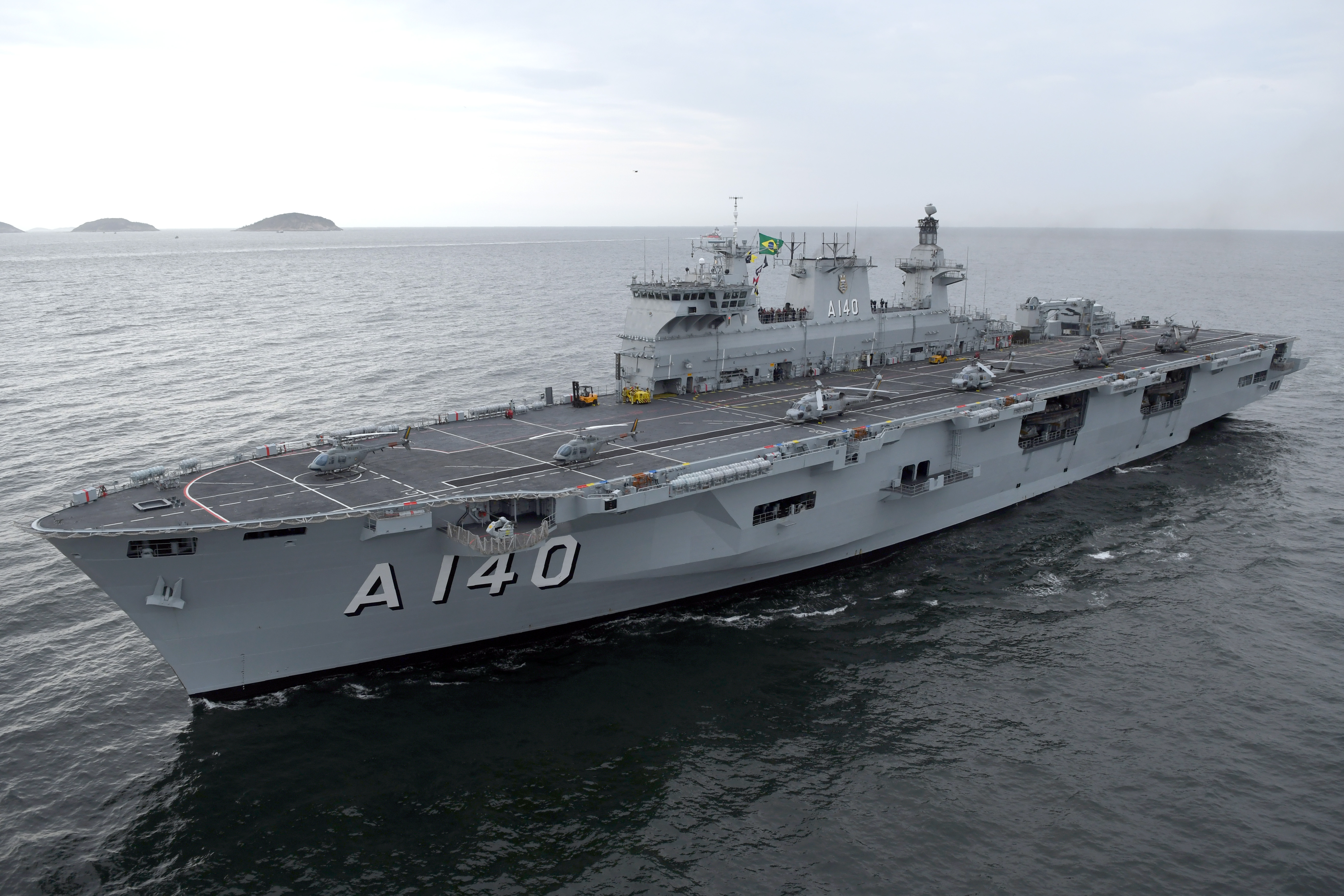
HMS Ocean

Un portelicopter este o navă de luptă prevăzută cu platforme și hangare pentru elicoptere militare. Acestea sunt folosite în diferite misiuni de luptă. 
Navele purtătoare de elicoptere care au rolul de a debarca sau a sprijini infanteria marină în operațiunile de desant maritim, precum HMS Ocean, sunt clasificate și ca nave de asalt amfibiu.

## Portelicoptere

### În uz
- Distrugătoarele portelicopter din clasa Hyūga (Hyūga și Izumo)

- Clasa Moskva (Leningrad și Moskva)
- Crucișătorul portelicopter Vittorio Veneto
- Crucișătorul portelicopter Jeanne d'Arc (R97)